# المجموعة الدولية الأمريكية
المجموعة الدولية الأمريكية (بالإنجليزية: American International Group, Inc.، تُختصر إلى AIG)‏، هي شركة تأمين أمريكية متعددة الجنسيات مع أكثر من 88 مليون عميل في 130 بلدا. اعتبارا من عام 2015 توظف شركات AIG حوالي 65،000 شخص. تعمل الشركة من خلال ثلاث قطاعات: AIG لحوادث الملكيات، AIG الحياة والتقاعد، والشركة المتحدة للضمان (UGC). تقدم AIG لحوادث الملكيات منتجات التأمين للعملاء الأفراد والتجارية والمؤسسية. توفر AIG الحياة والتقاعد التأمين على الحياة وخدمات التقاعد في الولايات المتحدة. تركز UGC على تأمين كفالة الرهن العقاري والتأمين على الرهن العقاري. كما تقدم المجموعة الخدمات المالية في عمليات أسواق رأس المال العالمية، بما في ذلك الاستثمار المباشر والمصالح المحتفظ بها.
وقد كانت AIG لاعبا رئيسيا في الأزمة المالية 2007-2008. وقد قامت الحكومة الاتحادية بإنقاذها بمبلغ 170 مليار دولار، وتولت الحكومة السيطرة عليها. وخلصت لجنة التحقيق في الأزمات المالية (FCIC) التابعة للحكومة الأمريكية إلى أن شركة AIG فشلت في المقام الأول لأنها باعت كميات ضخمة من التأمين دون التحوط من استثماراتها. وقد تم إجراء مبيعات هائلة لمقايضات التخلف عن السداد دون وضع ضمانات أولية أو تخصيص احتياطيات رأسمالية أو التحوط من التعرض لها - وهو فشل عميق في إدارة الشركات، ولا سيما ممارسات إدارة المخاطر ".
يقع مقر الشركة الرئيسي في مدينة نيويورك، ويقع مقرها المسؤول عن أوروبا والشرق الأوسط وأفريقيا (EMEA) في لندن، ويقع مقرها الآسيوي في هونغ كونغ. وتخدم الشركة 98٪ من شركات قائمة فورتشن 500، و 96٪ من قائمة فورتشن 1000، و 90٪ من فورتشن غلوبال 500، وتقدم خدمات التأمين ل 40٪ من  قائمة فوربس 400 لأغنى الأميركيين. وقد احتلت المجموعة المرتبة الأربعين في قائمة فورتشن 500 لعام 2014. وفقا لقائمة «فوربس غلوبال 2000» لعام 2014، فإن AIG هي رقم 42 في تصنيف أكبر الشركات العامة في العالم. في 31 أذار 2015، كانت القيمة السوقية لشركة AIG بقيمة 75.04 مليار دولار.